# Удєльна (платформа, Московська область)
55°38′05″ пн. ш. 38°02′38″ сх. д. / 55.634694444444° пн. ш. 38.043888888889° сх. д.
Удєльна — зупинний пункт Рязанського напрямку Московсько-Курського регіону Московської залізниці, у складі лінії МЦД-3, в селищі Удєльна Московської області.

## Історія
Платформа відкрита в 1893, а назвою зобов'язана Удєльному відомству, якому належала ця земля. 
У 1924 році поселення поблизу платформи здобуло статус дачного селища з тією ж назвою.
У 1934 році дистанція Люберці I — Бикове, де розташована Удєльна, була електрифікована постійним струмом з напругою 1,5 кВ, а 1958 переведений на напругу 3 кВ.
У 2013 році на платформі встановлено турнікети.
| Попередня зупинка | Лінія | Лінія                  | Лінія | Наступна зупинка |
| ----------------- | ----- | ---------------------- | ----- | ---------------- |
| Малаховка         |       | Казанський напрямок МЗ |       | Бикове           |